# Rudo Polje (gmina Gacko)
Rudo Polje (cyr. Рудо Поље) – wieś w Bośni i Hercegowinie, w Republice Serbskiej, w gminie Gacko. W 2013 roku liczyła 55 mieszkańców.